# Victoria Wood
Victoria Wood (Prestwich, 19 maggio 1953 – Londra, 20 aprile 2016) è stata una comica, attrice, cantante, sceneggiatrice e regista britannica.

## Filmografia
- Il vento nei salici (The Wind in the Willows), regia di Terry Jones (1996)